# Диктатура Тайра
Диктатура Тайра — період японської середньовічної історії (наприкінці доби Хейан), коли влада перейшла від екс-імператорів до самурайського роду Тайра, що став контролювати усю політику. Тривала з 1160 до 1185 року, внаслідок поразки у війні з Мінамото Тайра зазнали нищівної поразки.

## Історія

### Прихід до влади
З кінця XI століття точилася боротьба між екс-імператором та родом Північних Фудзівара, що протягом декількох століть фактично керували державою. На деякий час завдяки системі інсей (екс-імпеераторів) Сіракаві, а потім його наступникові Тоба вдалося перебрати політичні важелі у Фудзівара, які в значні мірі були усунені від прийняття важливих державних рішень.
Втім Північні Фудзівара не змирилися з такою ситуацією. 1156 року після смерті впливового екс-імператора Тоби було здійснено спробу повернути владу Північним Фудзівара. Події відомі як смута Хоґен сприяли остаточному послабленню Північних Фудзівара, розколу клану Мінамото (лінія Ґейдзі-Сейва), та посиленню клану Тайра, що переважно виступив на боці переможця — імператора Ґо-Сіракави. Поступово останній втратив реальну владу, оскільки посилилися Південні Фудзівара на чолі із Мітінорі, що діяв в союзі з Тайра.
У 1159 році Північні Фудзівара на чолі із Нобуйорі здійснили чергову спробу повернути собі владу. На їх бокперейшов клану Мінамото. Втім заколот, відомий як смута Хейдзі, завершився поразкою північних Фудзівара й Мінамото. Водночас завдано значного удару південним Фудзівара. В результаті 1160 року клан тайра на чолі із Кійоморі залишився єдиною вагомою політичною та військовою силою, що дозволило становити фактичну диктатуру цього роду.

### Правління
На початку 1160-х років Тайра Кійоморі зміцнив свою владу над державою, отримуючи посади для родичів в дайдзьокані (Вищій державній раді). В середині 1160-х років Тайра Кійонорі здобув міцні позиції при дворі, зробивши свого зятя спадкоємцем трону. При цьому роди, що були пов'язані з Фудзівара продовжували обіймали посади сессьо (регента) і кампаку, проте вжене володіли реальною владою. Тайра стали проводити тут ж політику, яку раніше Фудзівара застосовували відносно імператорів: через шлюби посилювали свій контроль. Це ж стали проводити тайра відносно Фудзівара. Під контроль будинку Тайра перейшла значна частина земель будинку регентів Північних Фудзівара. Більшість вищих посад і контроль над основними провінціями отримали представники клану Тайра. Завдяки цьому поширеним слав вислів: «Хто не Тайра, той не людина».
1168 року Кійоморі зробив зятя новим імператором під ім'ям Такакура. В цей же час здійснено заходи із скасування систему інсей, чим ще більше посилено Тайра. У 1169 року внаслідок конфлікту з екс-імператором Ґо-Сіракавою Тайра зумів зменшити вплив останнього, уклавши союз з могутніми буддистськими монастирями. Протистояння з Ґо-Сіракавою тривало протягом 1170-х років, що було викликано бажанням екс-імператора відновити владу. Втім тайра зберегли повний контроль над урядовими установами, також представники клана Тайра безпосередньо керували понад 30 провінціями з 66. При цьому опору влади тайра становили провінційні дрібні феодали (сеени)
З початку 1170-х років тайра сприяли пожвавленню торгівлі з династією Південна Сун, звідки експортували порцеляну, шовк, вироби розкошів. З розвитком товарного обміну зростала потреба в грошах. Водночас збільшилося надходження грошей з Китаю до Японії. Це викликало серйозні зміни в економічному і соціальному житті японського суспільства. Тайра проводили політику заборони обігу китайських грошей, оскільки для імпорту потрібно було вивезення у великих кількостях золота, срібла та інших товарів — традиційних символів багатства аристократії. Вони вважали, що обіг грошей веде до ослаблення держави. Тому, в цьому ж році було видано імператорський указ про заборону ходіння грошей у країні.
У 1179 році придушена остання спроба екс-імператора Ґо-Сіракави повернути собі владу. У 1180 року влада перейшла до онука Тайра Кійоморі — Антоку. Того ж року після жахливого урагану, що атакував Кіото, було прийнято рішення про перенесення столиці до Фукухари, яким володіли Тайра.
У 1181 році надмірна концентрація влади викликала невдоволення представників панівного імператорського дому, яких підтримав клан Мінамото. В подальшій боротьбі, відомій як війна Ґемпей, що почалася 1181 року, клан Тайра на чолі із Мунеморі до 1183 року утримував сильні позиції. Але вже у 1183 році зазнав поразки й вимушений був відступити з Кіото, але зберігав під владною значну кількість провінцій. Під час боротьби всередині клану Мінамото війська Тайра спробували перейти у наступ. Але у 1184—1185 роках зазнали нових поразок. У 1185 році Мінамото повністю знищили клан Тайра.

## Характеристика
Більшість дослідників характеризують диктатуру Тайра як військово-самурайську диктатуру, в рамках якої при формальному збереженні владних повноважень імператора й екс-імператора реальним правителями Японії були голови самурайського клану Тайра. Їх правління символізувало остаточний перехід влади від аристократії до самурайського стану, посилення ролі військовиків у політичній системі. Тайра остаточно ліквідували надільну систему, закріпили законодавчо практику надання дрібним феодалам і самураям володінь з селянами. Цим завершено період феодалізації країни. Цю політику розвинули Мінамото, встановивши свою владу 1185 року.
Тайра проводили активну зовнішньоторгівельну політику. Основними партнерами були Корея і Китай (в той частині, де панувала Південна Сун). Відновилися після тривалої перерви культурні взаємини та дипломатичні контакти.